# Portrait de femme (Solimena)
Pour les articles homonymes, voir Portrait de femme.
Le tableau Portrait de femme est une peinture à l'huile sur toile de 129 × 100 cm réalisée après 1705 par le peintre Francesco Solimena (1657-1747). Elle est conservée dans la collection italienne du musée des Augustins de Toulouse.

## Présentation
Francesco Solimena est un peintre des principaux décors à Naples (voûte de la sacristie de San Domenico Maggiore, façade intérieure de Gésù Nuovo) et à Gênes (Sénat). Il connaît aussi un véritable succès international, notamment en Autriche (la branche autrichienne régnant à Naples), en Bavière et en France. Son travail a beaucoup d'influences dans la peinture, dans la sculpture et dans l'architecture napolitaine par l'intermédiaire de ses élèves, dont le plus prestigieux est Francesco de Mura (1696-1782).
Le Portrait de femme conservé dans les collections italiennes reste intriguant. En effet, il est exceptionnel dans la production de l'artiste, on ne connaît que très peu de portraits réalisés par Francesco Solimena et lorsque c'est le cas, ce sont des portraits d'apparat assez éloignés de celui-ci. De plus, l'identification du modèle n'est pas certaine. Bernardo de Dominici écrit que le peintre a réalisé un portrait de Flaminia Scarlatti (1685-environ 1725), cantatrice et fille du compositeur Alessandro Scarlatti (1660-1725). Toutefois, on ne connaît pas les traits de la cantatrice et il n'y a aucun attribut lié à la pratique de la musique sur le tableau. Le seul détail qui appuie cette identification est que Bernardo de Dominici écrit que la cantatrice est en tenue d'intérieur. Certains chercheurs appuient l'hypothèse que cette figure féminine pourrait être non pas un portrait mais une allégorie. En effet, Francesco Solimena ne respecte pas les codes conventionnels des portraitistes. La jeune femme ne porte pas de vêtements qui évoquent Naples du XVIIIe siècle mais plus les saintes napolitaines de Massimo Stanzione (1585-1656), Francesco Guarino (1611-1651 ou 1654) ou Bernardo Cavallino (1616-1656). Elle ne regarde pas le spectateur, comme le veut la tradition de connivence entre le modèle et les spectateurs.
Concernant la datation du tableau, Ferdinando Bologna (it) (1925-2019) propose de dater ce tableau après 1705 en comparaison avec La Vierge des martyres qui se trouve à l'église San Pietro Martire de Naples. À cette période, le peintre vient de revenir de Rome et il a une carrière stable. Il est sous l'influence de Carlo Maratta (1625-1713) et de sa version classique du baroque romain, qui se retrouve dans ce tableau.

## Provenance
Ce tableau est saisi chez Madame de Noailles, le 3 Floréal an II (A.N. cote F 17/372, XVIII) : « Un tableau peint sur toille par Solimene, representant une femme de grandeur naturelle, richement vetue et vûe ami corps, hauteur 4 palmes sur 3 pieds de large ». Il est ensuite envoyé par le gouvernement consulaire en 1805 au musée des Augustins de Toulouse, où il se trouve encore aujourd'hui.